# Lysimelia litoralis
Lysimelia litoralis är en fjärilsart som beskrevs av Holloway 1979. Lysimelia litoralis ingår i släktet Lysimelia och familjen nattflyn. Inga underarter finns listade i Catalogue of Life.